# アンソニー・ジェラード
アンソニー・ジェラード（Anthony Gerrard, 1986年7月6日 - ）は、イングランド、リヴァプール出身のサッカー選手。ポジションはDF。
判断力の良さと長身を生かした高いヘディングが持ち味。
元サッカー選手のスティーヴン・ジェラードは従兄弟にあたる。

## 経歴
リヴァプールで生まれ育ち、エヴァートンFCのユースチームでフットボールキャリアをスタート。
2004年8月、プレシーズンマッチのシェフィールド・ウェンズデイFC戦でトップチームデビュー。しかし、それ以降はトップチームでの出場はなかった。
出場機会を求め、2004-05シーズン終了後にアクリントン・スタンリーFCへローンで移籍したが、力を発揮できずウォルソールFCへローンで放出される。ウォルソールでは、ポール・マーソン監督の目に留まり完全移籍を果たした。
2005-06シーズンは年間最優秀選手賞を受賞。チームキャプテンも務めた。しかし、自身の活躍とは裏腹にチームはフットボールリーグ2へ降格してしまう。そこでクラブは新監督にリチャード・マネーを招聘すると、チームは息を吹き返し2006-07シーズンのリーグ制覇を成し遂げ、1シーズンでのフットボールリーグ1復帰を果たした。
2007-08シーズンは46試合中44試合に出場。再び年間最優秀選手賞を受賞した。その活躍から、サウサンプトンFCやカーディフ・シティFCなど多数のクラブからオファーが届くも、クラブは断固として拒否。自身も移籍を希望しておらず、現状に満足している旨のコメントを出している。
2009-10シーズンからはカーディフへ移籍。ここでも39試合に出場すると、翌2010-2011シーズンにはハル・シティAFCへレンタル移籍。
2012年8月、ハダースフィールド・タウンFCへ完全移籍。
2016年6月にオールダム・アスレティックAFCを退団し半年間を無所属で過ごしたが、翌年1月20日に同クラブへ復帰し2年半の契約を交わした。

## 私生活
2009年1月4日、ローラ夫人との間に子を授かり、「ハリー」と名づけた。

## 所属クラブ
- エヴァートンFC 2003-2005

→  アクリントン・スタンリーFC 2004 (loan)
→  ウォルソールFC 2005 (loan)
- ウォルソールFC 2005-2009
- カーディフ・シティFC 2009-2012

→  ハル・シティAFC 2010-2011 (loan)
- ハダースフィールド・タウンFC 2012-2015

→  オールダム・アスレティックAFC 2015 (loan)
- シュルーズベリー・タウンFC 2015-2016
- オールダム・アスレティックAFC 2016
- オールダム・アスレティックAFC 2017-

## 獲得タイトル

### クラブ
ウォルソール
- フットボールリーグ2 : 2006-07

### 個人
- ウォルソール年間最優秀選手 : 2005-06、2007-08
- ハル年間最優秀選手 : 2010-11